# Zamek w Białej
Zamek w Białej – jeden z rejestrowanych zabytków miasta Biała w województwie opolskim.

## Historia
Jest to zamek zbudowany najprawdopodobniej przez Piastów opolskich w XVI wieku w stylu renesansowym, na miejscu wcześniejszej warowni. Został przebudowany w stylu wczesnobarokowym w XVII stuleciu. Budowla składa się z trzech skrzydeł z krużgankami i wieży czworościennej zakończonej barokowym dachem hełmowym. W przyziemiu zachowały się                       gotyckie mury z XIV-XV wieku.
Obecnie budowla jest własnością prywatną.